# Chó Tornjak
Chó Tornjak (phát âm là "tornyak"; tên gốc chính thức), còn được gọi là Chó chăn cừu Bosnian và Herzegovinian - Croatia (tên tiếng Anh chính thức), là một con chó miền núi dùng để chăn cừu có nguồn gốc từ Bosnia và Herzegovina và Croatia. Nó được xem là giống chó mà những tài liệu thế kỷ 11 và 14 đã đề cập đến. Giống chó này đã trở nên gần như tuyệt chủng, nhưng sau đó, nhờ sự giải cứu bắt đầu vào đầu những năm 1970 với việc nhân giống bằng các cá thể thuần chủng kể từ năm 1978 nên giống đã thoát khỏi đe dọa tuyệt chủng. FCI chấp nhận giống chó này trên cơ sở tạm thời vào năm 2007 và trên cơ sở chính thức với tiêu chuẩn hợp lệ chính thức vào ngày 7 tháng 11 năm 2017, được đặt trong "Nhóm 2, Phần 2: Các giống Molossoid", với "Số Thứ tự 355" trong "Mục 2.2" dành riêng cho Các loại chó Miền núi.

## Hoạt động
Mức độ rèn luyện cho chó Tornjak thường không cần thiết, đặc biệt là trong khoảng thời gian từ 9 đến 12 tháng tuổi (trong giai đoạn tăng trưởng mạnh cuối cùng). Sau đó chúng có thể rèn luyện càng nhiều càng tốt. Chúng thích đi bộ quãng đường dài mà không có dây xích và vui đùa rất nhiều cùng với những con chó khác. Chúng cũng sẽ hài lòng chỉ với 20 phút đi bộ nếu chủ nhân bận rộn. Tornjak học nhanh và không quên cách dễ dàng; chúng vui vẻ thực hiện các nhiệm vụ và do đó giống chó này dễ huấn luyện. Mạnh mẽ và khỏe mạnh, trong những đêm mùa đông tuyết rơi, những con chó này nằm trên mặt đất và thường bị che phủ bởi tuyết mà không bị đóng băng do lớp lông dày của chúng hoặc người dân địa phương sẽ nói "MRAZ PO NJEM PADA". Chúng được sử dụng chủ yếu cho chăn nuôi và bảo vệ vật nuôi.